# Silurus
Silurus ist eine Fischgattung aus der Familie der Echten Welse (Siluridae) innerhalb der Ordnung der Welsartigen (Siluriformes). Sie kommt in Eurasien in 19 Arten vor.

## Merkmale
Arten der Gattung Silurus weisen eine sehr kleine Rückenflosse auf sowie eine Afterflosse, die in die das Schwanzende umlaufende Schwanzflosse übergeht, wobei an der Übergangsstelle eine klare Kerbe zu erkennen ist. Der Hartstrahl der Rückenflosse ist auf der Vorderseite glatt, rau oder gesägt und auf der Rückseite bei Männchen deutlich gesägt, bei Weibchen dagegen glatt oder nur schwach gesägt. Die Barteln am Oberkiefer sind gut entwickelt und reichen über den Rand des Kiemendeckels hinaus. Am Unterkiefer sitzen zwei oder vier Barteln. Die Augen sitzen oben am Kopf.
Die Rückenflosse weist einen Hart- und ein bis sechs Weichstrahlen auf, die Brustflossen einen Hart- und acht bis 16 Weichstrahlen, die Bauchflossen einen Hart- und sechs bis zwölf Weichstrahlen und die Afterflosse 52 bis 88 Weichstrahlen.

## Systematik
Die Gattung umfasst 19 derzeit anerkannte Arten
- Aristoteles-Wels (Silurus aristotelis) Garman, 1890
- Amur-Wels (Silurus asotus) Linnaeus, 1758
- Silurus biwaensis (Tomoda, 1961)
- Silurus caobangensis Nguyễn Văn Hảo et al., 2015
- Silurus chantrei Sauvage, 1882
- Silurus dakrongensis Nguyễn Văn Hảo et al., 2015
- Silurus duanensis Hu, Lan & Zhang, 2004
- Europäischer Wels (Silurus glanis) Linnaeus, 1758
- Silurus grahami Regan, 1907
- Silurus langsonensis Nguyễn Văn Hảo et al., 2015
- Silurus lanzhouensis Chen, 1977
- Silurus lithophilus (Tomoda, 1961)
- Silurus longibarbatus Li et al., 2019[3]
- Silurus mento Regan, 1904
- Silurus meridionalis Chen, 1977
- Silurus microdorsalis (Mori, 1936)
- Silurus soldatovi Nikolskii & Soin, 1948
- Silurus tomodai Hibino & Tabata, 2018[4]
- Silurus triostegus Heckel, 1843